# Claudio Moscardelli
Claudio Moscardelli (Latina, 30 agosto 1962) è un politico italiano, senatore della Repubblica durante la XVII legislatura della Repubblica Italiana.

## Biografia
Moscardelli inizia l'attività politica da giovanissimo, iscrivendosi alla Democrazia Cristiana. 
Nelle file di questo partito matura le prime esperienze elettive, come consigliere d'istituto al liceo classico nel 1978 e come consigliere circoscrizionale nel 1985.
L'anno seguente è eletto segretario provinciale del Movimento Giovanile della DC.
Con la scomparsa della DC aderisce al Partito Popolare Italiano, di cui diventa segretario di Latina nel 1996 e segretario provinciale nel 1999. 
Nel 2002, prima, e nel 2010, poi, è stato candidato Sindaco a Latina.
Nel 2003 è stato eletto segretario provinciale della La Margherita, partito in cui confluisce il PPI, e nel 2004 vicesegretario regionale del Lazio. Nel 2005 è stato eletto consigliere regionale, ed ha ricoperto la carica di Presidente della Commissione Urbanistica e capogruppo della Margherita. Rieletto in consiglio regionale nel 2010, diviene vice capogruppo del Partito Democratico e vince le primarie del PD in provincia di Latina.

### Elezione a senatore ed attività
Nel 2013 viene eletto senatore della XVII legislatura della Repubblica Italiana nella circoscrizione Lazio per il Partito Democratico.
È componente della commissione finanze, della commissione antimafia e segretario della Giunta Immunità. È stato relatore di maggioranza del provvedimento sulla Voluntary Disclosure, della legge di riforma delle banche popolari e della legge di riforma delle Banche di credito cooperativo. È relatore di maggioranza della riforma del processo tributario e della legge delega per il sostegno alle famiglie con figli a carico.
È stato primo firmatario di diverse proposte di legge:
- Modifiche all'articolo 13 del decreto-legge 6 dicembre 2011, n. 201, in materia di Imposta Municipale Propria;
- Modifiche al testo unico di cui al Decreto Legislativo 18 agosto 2000, n. 267, nonché al testo unico di cui al Decreto Legislativo 31 dicembre 2012, n. 235, in materia di nomina e di funzioni del vice-sindaco (istituzione del ticket su modello americano);
- Misure a sostegno della competitività, dello sviluppo e delle attività produttive, nonché della semplificazione;
- Norme in materia di omicidio stradale e di lesioni personali stradali approvato con il nuovo titolo "Introduzione del reato di omicidio stradale e del reato di lesioni personali stradali, nonché disposizioni di coordinamento al decreto legislativo 30 aprile 1992, n. 285, e al decreto legislativo 28 agosto 2000, n. 274";
- Misure per il recupero e la valorizzazione dei Poderi edificati dall'Opera nazionale combattenti;
- Deleghe al Governo per la razionalizzazione, la semplificazione e l'armonizzazione degli obblighi dichiarativi, delle scadenze e dei pagamenti in materia di imposte, tasse, contributi ed oneri previdenziali ed assistenziali.

Nel 2014, nella giunta delle elezioni e delle immunità parlamentari, ha votato contro l'autorizzazione ad utilizzare le intercettazioni telefoniche a carico del Senatore Antonio Azzollini, respingendo la relazione del Senatore Felice Casson (del suo stesso partito, PD). Azzollini era indagato per una maxi truffa da 150 milioni di euro legata all'opera di costruzione del porto di Molfetta, appaltata nel 2007 e mai terminata.
Nella seduta n.59 del 4 febbraio 2015 ha votato contro l'autorizzazione a procedere per istigazione al razzismo nei confronti del Sen. Roberto Calderoli che aveva paragonato ad un orango il Ministro Cécile Kyenge.
Il 14 gennaio 2016 è tra i 31 parlamentari, soprattutto di area cattolica, del PD a firmare un emendamento contro l'articolo 5 del disegno di legge Cirinnà riguardante l'adozione del figlio del partner.
Il 16 marzo 2017, è stato tra i 19 senatori del PD a votare contro la decadenza di Augusto Minzolini condannato in via definitiva ad anni 2 e mesi 6 di reclusione per peculato, pur avendo precedentemente votato a favore in qualità di componente della Giunta delle Elezioni e delle Immunità parlamentari il 18 luglio 2016.

## Procedimenti giudiziari
Risulta indagato, insieme con altri 5 parlamentari del PD, dalla procura di Rieti per le cosiddette "spese pazze" che sarebbero state effettuate nel periodo 2010-2012 durante la consiliatura regionale. In seguito la Procura di Rieti ha trasferito l'inchiesta alla Procura di Roma per competenza. Quest'ultima ha chiuso le indagini ed è caduta l'ipotesi di peculato non risultando alcuna irregolarità sull'uso dei fondi del gruppo consiliare regionale.  Successivamente è stato rinviato a giudizio per concorso in abuso d'ufficio. Le contestazioni mossegli sono che si sarebbe dovuto procedere ad una comparazione di curriculum per la scelta dei collaboratori. Il Senatore ha dichiarato di avere agito nel pieno rispetto della legge che prevede espressamente contratti a carattere fiduciario come avviene in ogni Regione e in Parlamento, ed ha chiesto il rito abbreviato. Il 4 febbraio 2021 il Tribunale di Roma assolve Moscardelli e tutti gli altri ex consiglieri regionali del PD perché il fatto non sussiste.
Nel 2021 avvengono per lui le restrizioni domiciliari a seguito dell'inchiesta che lo vede accusato di aver agevolato l'assunzione di collaboratori amministrativi per un concorso pubblico Asl; a seguito dei fatti, Moscardelli rassegna le proprie dimissioni da ogni incarico con il Partito Democratico.